# Idaea maskina
Idaea maskina là một loài bướm đêm trong họ Geometridae.